# يحا
يِحا (Yeḥa) هي بلدة في منطقة مايكلاي في منطقة تيغراي الشمالية في أثيوبيا. من المحتمل أنها كانت عاصمة لمملكة دعمت قبل قيام مملكة أكسوم.

## الآثار

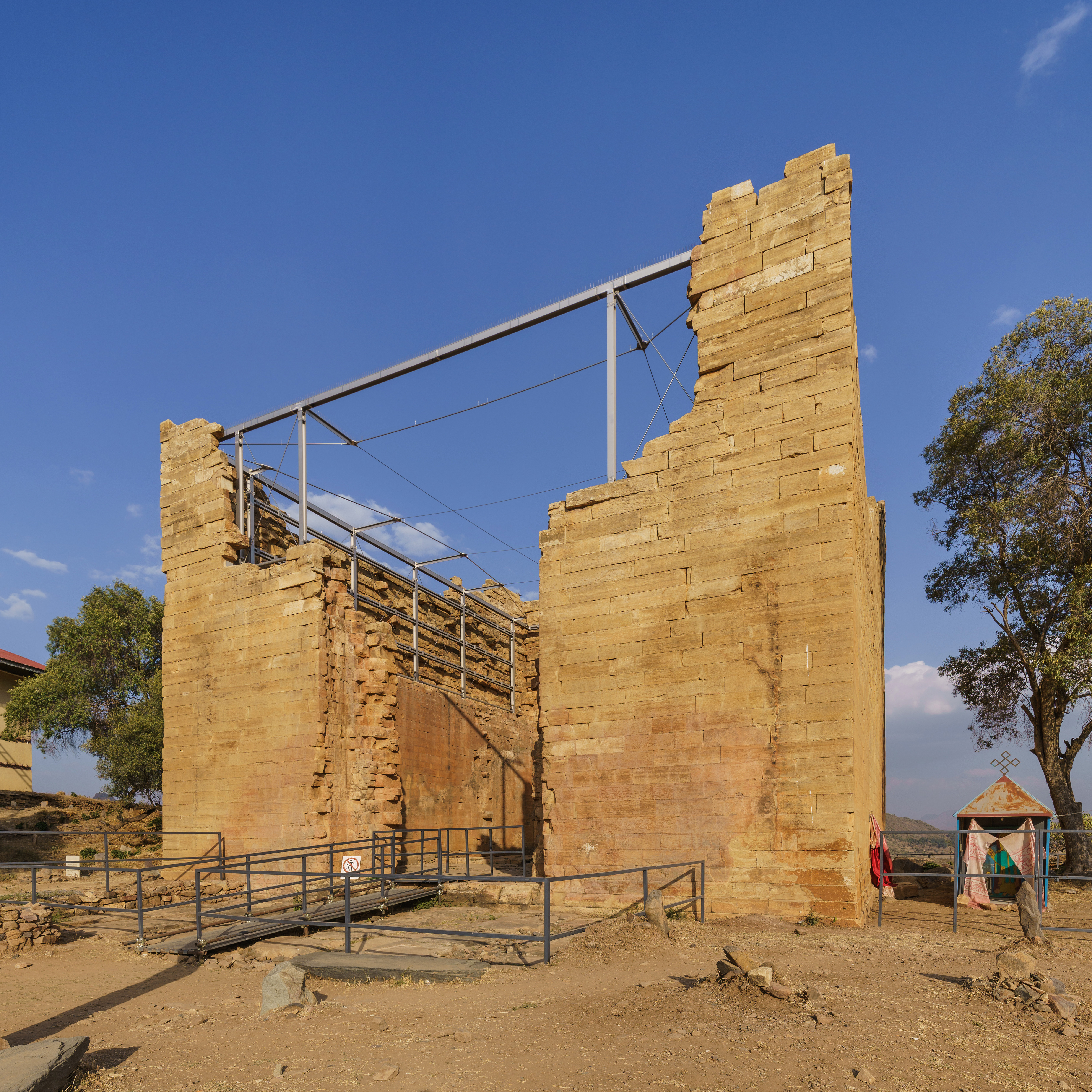
أنقاض معبد يحا في منطقة تيغراي بإثيوبيا.

يقع بها معبد يحا أقدم مبنى قائم في إثيوبيا. وهو عبارة عن برج مبني على الطراز السبئي، ويقدر تاريخ بنائه إلى حوالي 700 قبل الميلاد، من خلال المقارنة مع الهياكل القديمة في جنوب الجزيرة العربية
على الرغم من عدم إجراء أي اختبار للتأريخ بالكربون المشع على عينات من الموقع، فإن هذا التاريخ للبرج العظيم مدعوم بالنقوش المحلية. 
هناك موقعان أثريان آخران في يحا، هما "جرات بيل جبري"، وهو مجمع مدمر يتميز برواق بعرض 10 أمتار ومجموعتين من الأعمدة المربعة، ومقبرة تحتوي على عدة مقابر محفورة في الصخور، فحصت لأول مرة في أوائل الستينيات. تكهنت إحدى السلطات بأن إحدى هذه المقابر احتوت على دفن ملكي، بينما تعتقد أخرى أن المنطقة السكنية القديمة كانت على الأرجح على بعد كيلومتر واحد شرق القرية الحديثة. 

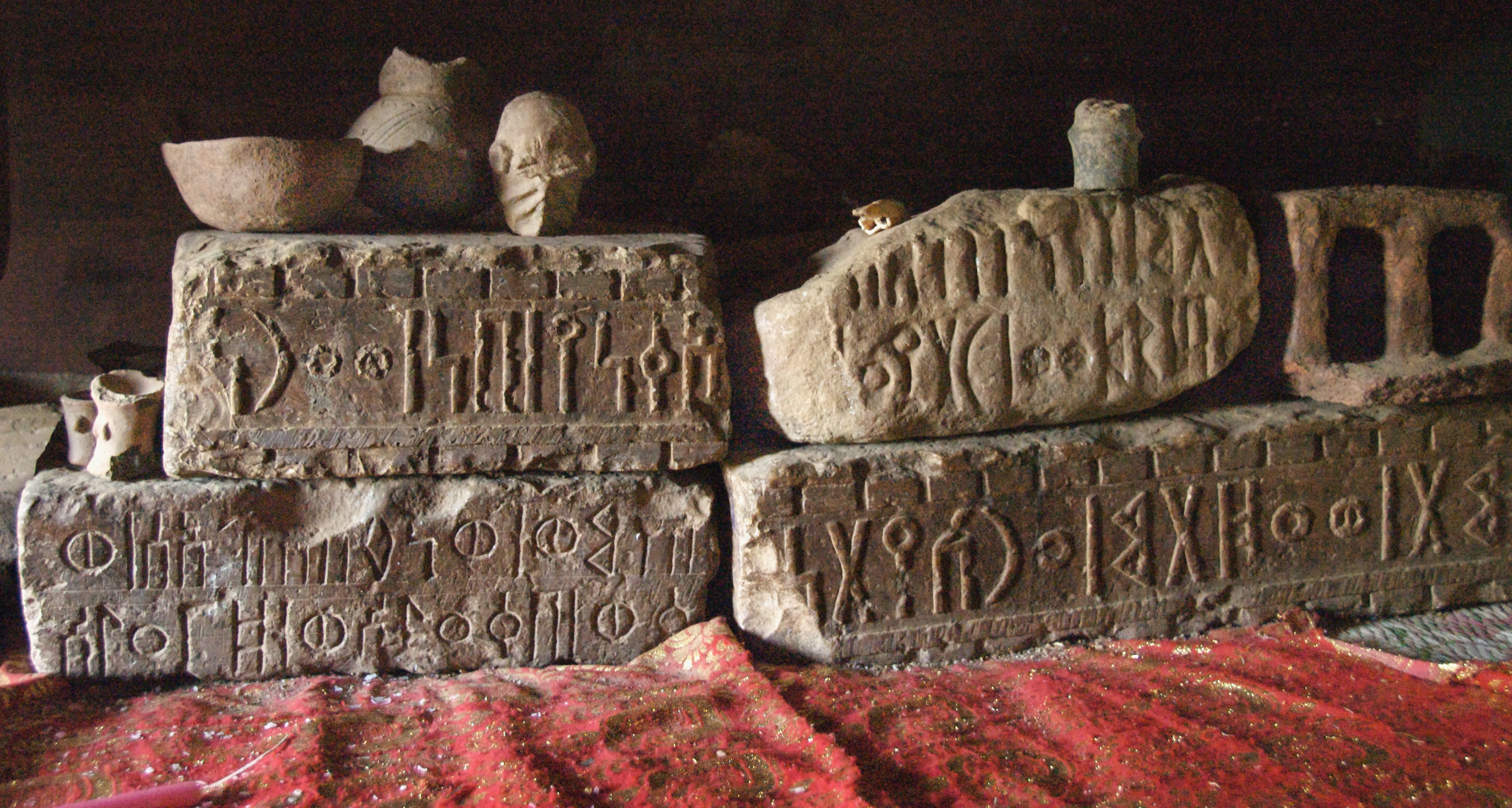
تم العثور على ألواح حجرية قديمة عليها نقوش سبئية في يحا.

يها هي موقع دير كنيسة التوحيد الأرثوذكسية الإثيوبية. تم تأسيس الدير على يد أبا أفتسي، أحد القديسين التسعة.
قام ثيودور بينت وزوجته مابل باستكشاف المدينة في فبراير 1893.  وأجري بها أيضا العديد من الحفريات الأثرية التي بدأها المعهد الإثيوبي للآثار في عام 1952.
على الرغم من توقفها أثناء نظام ديرغ (الحكومة العسكرية المؤقتة لإثيوبيا الاشتراكية)، استؤنفت الحفريات في عام 1993 من قبل فريق أثري فرنسي. 

## روابط خارجية
- صور من يها